# Keeping Mum
Keeping Mum är en brittisk långfilm från 2005 i regi av Niall Johnson, med Rowan Atkinson, Kristin Scott Thomas, Maggie Smith och Patrick Swayze i rollerna.

## Handling
Kyrkoherde Walter Goodfellow (Rowan Atkinson) arbetar hängivet i en landsbygdsförsamling, aningslös om flera problem i hans familj. Hans äktenskap knakar i fogarna, hans dotter är inte så oskyldig som han kanske tror, och hans son blir mobbad i skolan. En dag kommer en mystisk gammal kvinna för att jobba som deras nya hembiträde. Det nya hembiträdet (Maggie Smith) visar sig vara kyrkoherdens frus mamma. När mormor var ung fick hon reda på att hennes man var otrogen och därför mördade hon mannen och kvinnan. Sedan upptäcks hennes mord på tåget och därmed blir hon känd som den farliga koffertmördaren. Hon bidrar till att lösa många av familjens problem genom att i hemlighet undanröja de personer som orsakat svårigheterna.

## Rollista
| Rowan Atkinson       | – Walter Goodfellow  |
| Kristin Scott Thomas | – Gloria Goodfellow  |
| Maggie Smith         | – "Grace Hawkins"    |
| Patrick Swayze       | – Lance              |
| Tamsin Egerton       | – Holly Goodfellow   |
| Toby Parkes          | – Petey Goodfellow   |
| Liz Smith            | – Mrs. Parker        |
| Emilia Fox           | – Rosie Jones        |
| James Booth          | – Mr. Brown          |
| Patrick Monckton     | – Bob - Pond Workman |
| Rowley Irlam         | – Ted - Pond Workman |
| Vivienne Moore       | – Mrs. Martin        |